# Jean-Jacques Kantorow

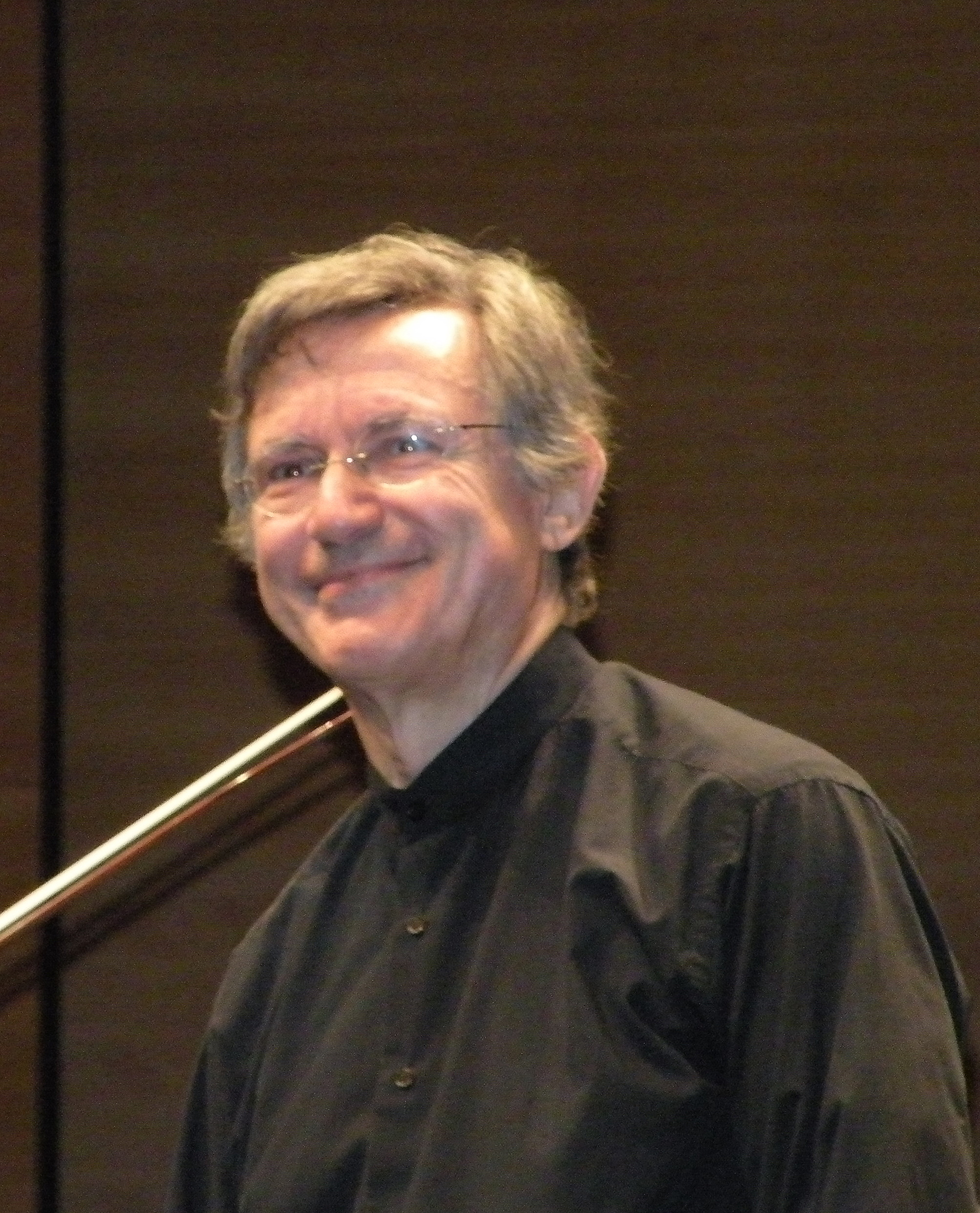
Jean-Jacques Kantorow, 2009

Jean-Jacques Kantorow (* 3. Oktober 1945 in Cannes) ist ein französischer Geiger und Dirigent russischer Herkunft.
Kantorow hatte zunächst Unterricht am Konservatorium von Nizza und kam dreizehnjährig ans Conservatoire de Paris, wo er bereits im Folgejahr den ersten Preis im Fach Violine erhielt. Er gewann in den 1960er Jahren mehrere Wettbewerbe, darunter den Carl-Flesch-Wettbewerb in London, den Paganini-Wettbewerb in Genua und den internationalen Violin-Wettbewerb in Genf.
In mehr als 130 Aufnahmen spielte Kantorow das Standardrepertoire für Violine ein. Glenn Gould bezeichnete ihn als den originellsten Geiger, den er je gehört habe. Er trat mit Musikern wie Georg Solti, Daniel Barenboim, Paul Tortelier, Krystian Zimerman, János Starker, Maria João Pires, Gidon Kremer, Edith Wiens und Renée Fleming auf.
Er gründete 1969 mit dem Pianisten Jacques Rouvier und dem Cellisten Philippe Muller ein Klaviertrio.
Kantorows Laufbahn als Dirigent begann in den 1970er Jahren.
Nachdem er 1977–1978 das Orchestre de Paris und dann bis 1984 das Netherlands Chamber Orchestra geleitet hatte, wurde er 1985 Chefdirigent des Auvergne Chamber Orchestra und 1993 des Ensemble Orchestral de Paris.
Als Gastdirigent arbeitete er u. a. mit dem BBC Chamber Orchestra, der Tapiola Sinfonietta und dem Helsinki Chamber Orchestra. Als Violinlehrer wirkte er an den Konservatorien  Straßburg, Rotterdam und am Conservatoire de Paris.
Sein Sohn Alexandre Kantorow ist Pianist und gewann im Jahr 2019 den ersten Preis im Tschaikowski-Wettbewerb.